# Claudia Montero
Claudia Montero (Buenos Aires, 25 giugno 1962 – Valencia, 16 gennaio 2021) è stata una compositrice e pianista argentina naturalizzata spagnola.

## Biografia
Si diplomò in pianoforte, composizione e musicologia al Conservatorio Alberto Ginastera di Buenos Aires, e in seguito ottenne un master in estetica e creatività musicale all'Università di Valencia.
Vinse quattro Latin Grammy: tre per la migliore opera lirica contemporanea (2014, 2016, 2018) e uno per il miglior album di musica contemporanea (2018).
Morì il 16 gennaio 2021 in Spagna, dove risiedeva dal 2002, a causa di un tumore.